# Paraphelliactis pabista
Paraphelliactis pabista is een zeeanemonensoort uit de familie Hormathiidae.
Paraphelliactis pabista is voor het eerst wetenschappelijk beschreven door Dunn in 1982.